# 할로알케인
할로알케인(haloalkane) 또는 알킬 할라이드(alkyl halide) 또는 할로젠화 알킬. 할로젠화 알킬은 지방족 포화 탄화수소의 수소원자 1개를 할로젠 원자로 치환한 화합물을 일컬으며, 일반식은 CnH2n+1X (X=F,Cl,Br,I) 이렇게 나타낸다. 알킬기를 R로 표시하며 RX라는 약호로 나타낼 때가 많다.
할로젠화 알킬은 물에는 잘 녹지 않지만 유기용매에는 잘 녹는 성질을 가지고 있다. 알킬기에 결합하고 있는 할로젠 원자는 반응성이 커서 흔히 알킬화 시약으로 사용된다. 할로젠화 알킬은 소화기, 추진제, 용매 그리고 발포제, 세정제 및 냉장고의 냉매 등으로 널리 사용된다. 또한 각종 유기화합물의 합성에 사용하는 시약으로서 용도가 넓다.
같은 알킬기인 경우는 플루오린화알킬(RF), 염화알킬(RCl), 브로민화알킬(RBr), 아이오딘화알킬(RI) 순으로 끓는점이 높아지고, 같은 할로젠원소인 경우에는 알킬기의 탄소 수가 증가할수록 끓는점이 높아진다. 하지만 일부 할로젠화알킬은 오존층을 파괴하고 온실효과를 가중시키는 원인이 되기도 하는데, 대표적으로 가장 잘 알려진 화합물은 클로로플루오로탄소(ClFC)가 있다. 듀폰 사의 상품명인 프레온(Freon)으로 불리기도 한다.

## 제조법
SOCl2를 사용하여 1차 알코올로부터 RCl 만들기
다이에틸 이써 용액에서 SOCl2를 사용하여 2차 알코올로부터 RCl 만들기
피리딘 용액에서 SOCl2를 사용하여 2차 알코올로부터 RCl 만들기
SOCl2를 사용하여 3차 알코올로부터 RCl 만들기
PBr3를 사용하여 알코올로부터 RBr 만들기

## 같이 보기
- 할로메테인
- 유기 브롬 화합물

## 참고 자료
- 이 문서에는 다음커뮤니케이션(현 카카오)에서 GFDL 또는 CC-SA 라이선스로 배포한 글로벌 세계대백과사전의 내용을 기초로 작성된 글이 포함되어 있습니다.